# Dressed to Kill (Album)
Dressed to Kill ist das 1975 bei Casablanca Records erschienene dritte Studioalbum der US-amerikanischen Hard-Rock-Band Kiss.

## Entstehungsgeschichte

### Ausgangssituation
Kiss ging nach der Veröffentlichung von Hotter than Hell auf Tournee und hatte bereits während zwei freier Tage am 24. und 25. Januar 1975 im Larrabie Sound Studio in Los Angeles Anything for My Baby und Rock and Roll All Nite aufgenommen. Zu dieser Zeit firmierte das neue Album noch unter dem Arbeitstitel Kiss at Midnight.

### Aufnahmen
Die Band unterbrach die Tour nach dem Konzert in Santa Monica am 1. Februar 1975, um in den Electric Lady Studios in New York City das nächste Album einzuspielen. Aufgrund der schnellen Folge von Tournee und Tonaufnahmen, die die Band zu absolvieren hatte (die Gruppe ging nur drei Monate nach der Veröffentlichung von Hotter Than Hell ins Studio), war kaum Zeit gewesen, neue Stücke zu schreiben.
Aus diesem Grunde wurde auf zwei Titel zurückgegriffen, die noch aus Zeiten von Wicked Lester stammten, der Band, aus der Kiss hervorgegangen war, nämlich Love her all I can und She. Die Hotter-than-Hell-Tour wurde am 20. Februar 1975 fortgesetzt und umfasste noch drei Konzerte; anschließend wurde in New York bis zum 25. Februar die Produktion von Dressed to Kill fortgesetzt und abgeschlossen. Bereits Anfang März begannen die Proben zur Dressed-to-Kill-Tournee, die am 19. März 1975 in Pennsylvania begann.
Das Album wurde von Casablanca-Records-Chef Neil Bogart produziert, was eine Folge eines geschäftlichen Konflikts mit Kiss’ Management war: Bogart hatte eine Beziehung mit Bill Aucoins Managementpartnerin, Joyce Biawitz, begonnen, und wurde von ihr über ein Treffen informiert, das Aucoin, Biawitz, die Mitglieder der Gruppe und die Produzenten der ersten beiden Kiss-Alben, Kenny Kerner und Richie Wise, abgehalten hatten, um über ein Angebot der Plattenfirma Atlantic Records zu sprechen, die das Produzententeam, das Management und Kiss übernehmen wollte. Casablanca Records schuldete Kiss zu diesem Zeitpunkt die Zahlung der vertraglich vereinbarten Anteile aller bisher verkauften Kiss-Tonträger, und das Management der Band sah sich daher gezwungen, Alternativen zu prüfen.
Bogart entließ Kerner und Wise, nachdem er von dem Treffen erfahren hatte, und strich der Gruppe die Übernahme der Tourneekosten, sodass Aucoin gezwungen war, diese Ausgaben aus der eigenen Tasche zu zahlen – was er auch tat. Der Konflikt wurde beigelegt, indem Aucoin Biawitz’ Anteil an der gemeinsamen Firma Rock Steady für 50.000 US-Dollar übernahm und Bogart zugestand, die Produktion des neuen Albums zu übernehmen. Durch dieses Arrangement war vor allem Biawitz' Interessenkonflikt gelöst; gleichzeitig konnte Aucoin seine Position stärken und Bogart seine Ideen hinsichtlich der Bedürfnisse des Musikmarktes verwirklichen.
Bogart vertrat die Ansicht: Was der Markt jetzt offensichtlich braucht, sind schnelle, fröhliche Alben, die die Menschen ihre Sorgen vergessen lassen können. Diese Einstellung resultierte in Rock and Roll All Nite. Der Titel war von Anfang an als Hymne angelegt: Bogart versuchte, so viele Tonspuren wie möglich übereinander zu legen, um das Lied möglichst so klingen zu lassen, als würde der Refrain von einer großen Menschenmenge gesungen werden. Als dies nicht gelang, holte er alle verfügbaren Leute aus dem Studioumfeld zu sich und ließ sie singen und klatschen. Auf der Aufnahme sind daher neben anderen Mitgliedern der Kiss-Entourage auch Peter Criss’ damalige Ehefrau Lydia Criss und Roadmanager JR Smalling zu hören.

### Cover
Das Cover von Dressed to Kill wurde von Bob Gruen fotografiert. Es zeigt die mit Anzügen bekleideten und dennoch maskierten Mitglieder der Gruppe auf der Straße. Die Anzüge waren vom Fotografen geliehen; Gene Simmons trägt zu seinem viel zu kleinen Anzug Clogs, die der damaligen Frau des Fotografen gehörten.
Das Coverfoto entstand in einer Pause zu einer Fotoserie für das Magazin Creem. Die von Comicvorlagen inspirierte Serie zeigt die Gruppenmitglieder in Anzüge gekleidet, wie sie feststellen, dass John Denver ein Konzert gibt. Um die Welt zu retten, ziehen sie sich in einer Telefonzelle um und überkleben die John Denver-Plakate mit den Daten ihrer eigenen Konzerte, sodass die Zuschauer letztlich ein Kiss-Konzert besuchen.

## Veröffentlichung
Das Album erschien am 19. März 1975. Die beiden Stücke C’mon and Love Me und Rock and Roll All Nite wurden als Singles ausgekoppelt, erreichten jedoch zunächst keine hohen Verkaufszahlen. Erst das Live-Album Alive!, das im Herbst desselben Jahres erschien, verschaffte der Band den Durchbruch, und im Nachhinein verkauften sich Album und Singles besser. Dressed to Kill erreichte Platz 32 und damit die Top 40 der Billboard Charts; in den Charts des Magazins »Cashbox« reichte es für Platz 39.

## Titelliste
| Seite | Track | Songtitel              | Länge | Autor                    | Hauptgesang |
| ----- | ----- | ---------------------- | ----- | ------------------------ | ----------- |
| 1     | 1     | Room Service           | 2:59  | Stanley                  | Stanley     |
| 1     | 2     | Two Timer              | 2:47  | Simmons                  | Simmons     |
| 1     | 3     | Ladies in Waiting      | 2:35  | Simmons                  | Simmons     |
| 1     | 4     | Getaway                | 2:43  | Frehley                  | Criss       |
| 1     | 5     | Rock Bottom            | 3:54  | Frehley, Stanley         | Stanley     |
| 2     | 6     | C’mon and Love Me      | 2:57  | Stanley                  | Stanley     |
| 2     | 7     | Anything for My Baby   | 2:35  | Stanley                  | Stanley     |
| 2     | 8     | She                    | 4:08  | Stephen Coronel, Simmons | Simmons     |
| 2     | 9     | Love Her All I Can     | 2:40  | Stanley                  | Stanley     |
| 2     | 10    | Rock and Roll All Nite | 2:49  | Simmons, Stanley         | Simmons     |

## Auszeichnungen
1977 erreichte das Album Goldstatus von der RIAA.

## Ausgaben
- Casablanca NBLP-7016 (19. März 1975): Erste Schallplattenausgabe
- Mercury 824 148-2 M-1 (Juli 1987): Erste CD-Ausgabe
- Mercury 314 532 3762 (15. Juli 1997): Remastered CD